# Ferdinand Portugalský
Ferdinand Portugalský (portugalsky Fernando, starofrancouzsky Ferrand, 24. března 1188, Coimbra - 29. července 1233, Noyon) byl flanderský hrabě, účastník bitvy u Bouvines.

## Životopis

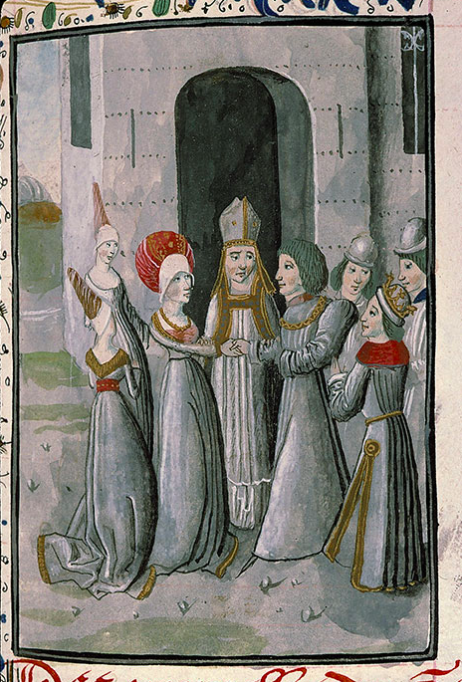
Svatba s Johanou Flanderskou (středověká iluminace)

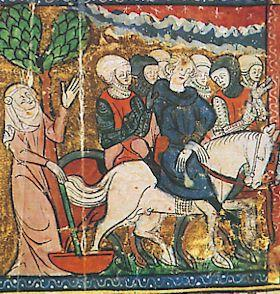
Fernando je za Johaniny asistence eskortován jako zajatec francouzského krále (středověká iluminace)

Ferdinand byl mladším synem portugalského krále Sancha I. a Dulce, dcery barcelonského hraběte a aragonského spoluvládce Ramona Berenguera IV. Ke vhodnému sňatku mu výrazně dopomohla jeho teta Tereza, vdova po flanderském hraběti Filipovi.
V lednu 1212 se v Paříži oženil s Johanou, osiřelou dcerou prvního křižáckého latinského císaře Balduina I., dědičkou flanderského hrabství. Poté jako nový flanderský hrabě složil hold francouzskému králi Filipovi II. a byl donucen mu postoupit svůj dědický podíl - kastelánství v Aire-sur-la-Lys a v Saint-Omer. V dubnu 1213 se odmítl podílet na francouzské invazi do Anglie dokud nezíská zpět zabavená města. Filip August v odvetě vytáhl do Flander, napadl a vyplenil Ferdinandovo území. Vypálil Lille, Cassel a Douai. Flanderskému hraběti se společně s pomocí Renauda z Dammartinu podařilo francouzskou invazi odrazit a zastavili se až u hradeb Arrasu. Dosud váhající Ferdinand pak vyslyšel žádost o spojenectví a přešel na stranu Filipova nepřítele anglického krále Jana a jeho synovce císaře Oty Brunšvického.
V létě roku 1214 se začaly scházet armády. Na Ferdinandově území se shromáždila vojáci Viléma ze Salisbury a Oty Brunšvického a francouzské vojsko znovu plundrovalo Flandry a Henegavsko. V neděli 27. července se strhla nečekaná bitva u Bouvines, která se stala Ferdinandovi, jenž údajně předtím přísahal, že zabije krále Filipa, osudnou.
| „                 | ...nakonec veškeré břemeno boje padlo na Ferranda a jeho doprovod. Sražen k zemi, zraněn řadou hlubokých ran, byl zajat a svázán spolu s mnoha rytíři. Tak dlouho se bil, že vypadal jako polomrtvý a nemohl již v boji pokračovat, když se vzdal do rukou Huga z Mareuil a jeho bratra Jana. Jakmile byl Ferand zajat, všichni, kteří bojovali na jeho straně na této části pole, uprchli, byli pobyti nebo zajati... | “ |
| — Vilém Bretaňský | |   |

Filip II. dosáhl skvělého vítězství.
| „                                            | ...porazil Filip, král Francie, při bitvě krále Otu, hraběte z Flander, hraběte z Boulogne a několik dalších baronů | “ |
| — poznámka Ingeborg Dánské na okraji žaltáře | |   |

Ukořistěného říšského orla s ulomenými křídly poslal svému štaufskému spojenci Fridrichovi II. a získal mnoho cenných zajatců. Největší počet jich pocházel z Flander a mladý hrabě byl svěřen do rukou Jana z Nesle, potupně v železech odvezen do pařížského Louvru, kde byl vsazen do věže.
Ve vězení hrabě strávil řadu let. V dubnu 1226 uzavřel s Blankou Kastilskou dohodu a po zaplacení vysokého výkupného byl roku 1227 propuštěn. Krom výkupného složil francouzskému králi slib věrnosti, poskytl záruky vhodného chování a v dalších letech pak mladému králi vždy věrně sloužil.
Hrabství po dobu manželovy nepřítomnosti řídila Johana a po manželově propuštění porodila své jediné dítě - dceru Marii. Ferdinand roku 1233 v důsledku nemoci zemřel. Jeho srdce a vnitřnosti byly pohřbeny v místní katedrále a tělo v cisterciáckém klášteře Marquette, který po propuštění z vězení společně s manželkou založil.

## Vývod z předků
|                       |                                   |  |                                  |                       |  |  |  |  |  |  |  | Jindřich Burgundský |
|                       |                                   |  |                                  |                       |  |  |  |  |  |  |  |                     |
|                       | Jindřich Burgundský               |  |                                  |                       |  |  |  |  |  |  |  |                     |
|                       |                                   |  |                                  |                       |  |  |  |  |  |  |  |                     |
|                       |                                   |  |                                  | Sibyla Barcelonská    |  |  |  |  |  |  |  |                     |
|                       |                                   |  |                                  |                       |  |  |  |  |  |  |  |                     |
|                       | Alfons I. Portugalský             |  |                                  |                       |  |  |  |  |  |  |  |                     |
|                       |                                   |  |                                  |                       |  |  |  |  |  |  |  |                     |
|                       |                                   |  |                                  | Alfons VI. Kastilský  |  |  |  |  |  |  |  |                     |
|                       |                                   |  |                                  |                       |  |  |  |  |  |  |  |                     |
|                       | Tereza Leónská                    |  |                                  |                       |  |  |  |  |  |  |  |                     |
|                       |                                   |  |                                  |                       |  |  |  |  |  |  |  |                     |
|                       |                                   |  |                                  | Jimena Muñoz (León)   |  |  |  |  |  |  |  |                     |
|                       |                                   |  |                                  |                       |  |  |  |  |  |  |  |                     |
|                       | Sancho I. Portugalský             |  |                                  |                       |  |  |  |  |  |  |  |                     |
|                       |                                   |  |                                  |                       |  |  |  |  |  |  |  |                     |
|                       |                                   |  |                                  | Humbert II. Savojský  |  |  |  |  |  |  |  |                     |
|                       |                                   |  |                                  |                       |  |  |  |  |  |  |  |                     |
|                       | Amadeus III. Savojský             |  |                                  |                       |  |  |  |  |  |  |  |                     |
|                       |                                   |  |                                  |                       |  |  |  |  |  |  |  |                     |
|                       |                                   |  |                                  | Gisela Burgundská     |  |  |  |  |  |  |  |                     |
|                       |                                   |  |                                  |                       |  |  |  |  |  |  |  |                     |
|                       | Matilda Savojská                  |  |                                  |                       |  |  |  |  |  |  |  |                     |
|                       |                                   |  |                                  |                       |  |  |  |  |  |  |  |                     |
|                       |                                   |  |                                  | Gigo III. z Albonu    |  |  |  |  |  |  |  |                     |
|                       |                                   |  |                                  |                       |  |  |  |  |  |  |  |                     |
|                       | Matylda z Albonu                  |  |                                  |                       |  |  |  |  |  |  |  |                     |
|                       |                                   |  |                                  |                       |  |  |  |  |  |  |  |                     |
|                       |                                   |  |                                  | Matylda               |  |  |  |  |  |  |  |                     |
|                       |                                   |  |                                  |                       |  |  |  |  |  |  |  |                     |
| Ferdinand Portugalský |                                   |  |                                  |                       |  |  |  |  |  |  |  |                     |
|                       |                                   |  |                                  |                       |  |  |  |  |  |  |  |                     |
|                       |                                   |  | Rajmund Berengar II. Barcelonský |                       |  |  |  |  |  |  |  |                     |
|                       |                                   |  |                                  |                       |  |  |  |  |  |  |  |                     |
|                       | Rajmund Berengar III. Barcelonský |  |                                  |                       |  |  |  |  |  |  |  |                     |
|                       |                                   |  |                                  |                       |  |  |  |  |  |  |  |                     |
|                       |                                   |  |                                  | Matylda z Apulie      |  |  |  |  |  |  |  |                     |
|                       |                                   |  |                                  |                       |  |  |  |  |  |  |  |                     |
|                       | Rajmund Berengar IV. Barcelonský  |  |                                  |                       |  |  |  |  |  |  |  |                     |
|                       |                                   |  |                                  |                       |  |  |  |  |  |  |  |                     |
|                       |                                   |  |                                  | Gilbert I of Millau   |  |  |  |  |  |  |  |                     |
|                       |                                   |  |                                  |                       |  |  |  |  |  |  |  |                     |
|                       | Dulce Provensálská                |  |                                  |                       |  |  |  |  |  |  |  |                     |
|                       |                                   |  |                                  |                       |  |  |  |  |  |  |  |                     |
|                       |                                   |  |                                  | Gerberga Provensálská |  |  |  |  |  |  |  |                     |
|                       |                                   |  |                                  |                       |  |  |  |  |  |  |  |                     |
|                       | Dulce Aragonská                   |  |                                  |                       |  |  |  |  |  |  |  |                     |
|                       |                                   |  |                                  |                       |  |  |  |  |  |  |  |                     |
|                       |                                   |  |                                  | Sancho I. Aragonský   |  |  |  |  |  |  |  |                     |
|                       |                                   |  |                                  |                       |  |  |  |  |  |  |  |                     |
|                       | Ramiro II. Aragonský              |  |                                  |                       |  |  |  |  |  |  |  |                     |
|                       |                                   |  |                                  |                       |  |  |  |  |  |  |  |                     |
|                       |                                   |  |                                  | Felicia z Rousy       |  |  |  |  |  |  |  |                     |
|                       |                                   |  |                                  |                       |  |  |  |  |  |  |  |                     |
|                       | Petronila Aragonská               |  |                                  |                       |  |  |  |  |  |  |  |                     |
|                       |                                   |  |                                  |                       |  |  |  |  |  |  |  |                     |
|                       |                                   |  |                                  | Vilém IX. Akvitánský  |  |  |  |  |  |  |  |                     |
|                       |                                   |  |                                  |                       |  |  |  |  |  |  |  |                     |
|                       | Anežka Akvitánská                 |  |                                  |                       |  |  |  |  |  |  |  |                     |
|                       |                                   |  |                                  |                       |  |  |  |  |  |  |  |                     |
|                       |                                   |  |                                  | Filipa z Toulouse     |  |  |  |  |  |  |  |                     |
|                       |                                   |  |                                  |                       |  |  |  |  |  |  |  |                     |